# Calycopis gigantea
Calycopis gigantea är en fjärilsart som beskrevs av Johnson, Eisele och Enrique Macpherson 1988. Calycopis gigantea ingår i släktet Calycopis och familjen juvelvingar. Inga underarter finns listade i Catalogue of Life.